# Wytyk

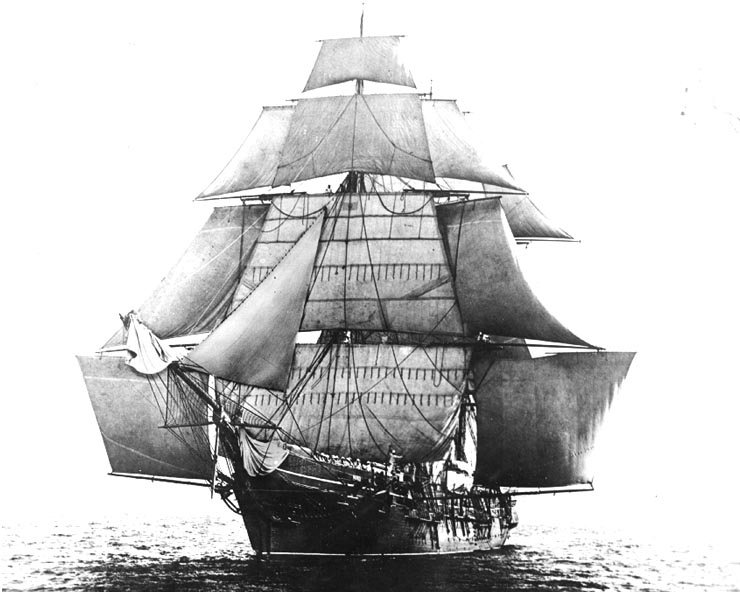
USS Monogahela nosząca lizle mocowane na wytykach zwanych lizrejkami.

Wytyk – ruchome drzewce pomocnicze na jednostce żaglowej pełniące różne funkcje w zależności od miejsca zamontowania oraz konstrukcji.
Zastosowania wytyków:
- do obsługi kotwicy admiralicji
- do podnoszenia i opuszczania trapu oraz przenoszenia załadunku
- do zwiększenia kąta pomiędzy liną a drzewcem (np. spinakerbomem)
- do przedłużenia rei. Nazywane są wtedy lizrejkami, na których rozwijano obok żagli rejowych dodatkowe żagle, tzw. lizle.